# Speonomus stygius
.Speonomus stygius es una especie de escarabajo del género Speonomus, familia Leiodidae. Fue descrita por Georg Dieck en 1869. Se encuentra en Francia.

## Subespecies
Se reconocen las siguientes:
- S. s. brevicornis
- S. s. crassicornis
- S. s. saulcyi
- S. s. stygius
- S. s. thibali
- S. s. tisiphone